# Frederick Chamberlayne Billard
Frederick C. Billard, ameriški admiral, * 22. september 1873, Washington, D.C., † 17. maj 1932.